# Božanstvo
Bog ali božanstvo je bitje, ki je v posameznem religioznem izročilu priznano kot nadnaravno in sveto, največkrat tudi nesmrtno, in ki ga verujoči spoštujejo ter verjamejo v njegovo posebno vlogo pri stvarjenju in upravljanju vesolja ali posameznih delov vesolja, vključno s človeško usodo. 
Nekatera, monoteistična religiozna izročila priznavajo enega Boga; na primer judovska, krščanska in islamska tradicija (abrahamske religije).
Glede uporabe imena Boga so pravila v posameznih verstvih različna: judovstvo se izogiba uporabi imena (hebr.: Jahve), čeprav ima veliko sinonimov. Mohamedanci, islamski verniki, božje ime (arab.: Allah) omenjajo zelo pogosto, velikokrat z različnimi pridevniškimi oznakami (Stvarnik, vsemogočni, neskončno dobrotljiv, vse-odpuščajoči in podobno). Kristjani ga imenujejo enostavno Bog ali Gospod ter v skladu z Jezusovim naukom tudi Oče ali Dobri Oče.
Politeistične religije poznajo več bogov oziroma božanstev različnih stopenj (v prenesenem pomenu: Panteon). Največje živo verstvo s številnimi božanstvi je hinduizem. 
Svetovni nazor, ki odklanja obstoj boga oz. bogov je ateizem, nekoliko širši pomen pa pripisujemo pojmu brezboštvo.
Nekatere religijske tradicije lahko štejemo za brezbožne, saj ne priznavajo obstoj kakega nadnaravnega bitja, ki bi ustvaril vesolje ali z njim upravljal. Brezbožne religijske elemente zasledimo v: budizmu, hinduizmu, džainizmu in raelijanstvu. Prav tako ne poznajo osrednjega božanstva nekateri filozofsko - moralni sistemi, ki uspešno nadomeščajo religije, na primer konfucionizem in daoizem. 
Brezbožno izhodišče najdemo tudi v nekaterih krščanskih teologijah (sekularna teologija, krščanski ateizem).